# Dieter Mann
Dieter Mann, född 20 juni 1941 i Berlin, död 3 februari 2022 var en tysk skådespelare. Han var utbildad vid Hochschule für Schauspielkunst Ernst Busch. Från 1960-talet var han verksam som skådespelare vid tysk teater, framförallt vid Deutsches Theater, Berlin, samt inom film och TV.